# 卢卡斯·麦吉
卢卡斯·麦吉（英語：Lucas McGee，1979年3月28日—），美国男子赛艇运动员。他曾代表美国参加西班牙塞维利亚举办的2003年世界赛艇锦标赛，获得男子四人单桨有舵手金牌。